# Terremoto de Hengchun de 2006
El Terremoto de Hengchun de 2006 se produjo el martes 26 de diciembre de 2006 a las 12:25 UTC (20:25 hora local), con un epicentro fuera de la costa suroeste de Taiwán, aproximadamente 22 km al oeste suroeste de Hengchun, condado de Pingtung, Taiwán, con el hipocentro localizado exactamente a 10 km de profundidad en el estrecho de Luzón (21°50′N 120°32′E / 21.83, 120.54), que conecta el mar de China Meridional con el mar de Filipinas.
Hay informes contradictorios de la magnitud del sismo, la Oficina Central Meteorológica de Taiwán dio una marca de 7.1 ML, el Servicio Geológico de los Estados Unidos lo estimó en 7.1 Mw,
el Observatorio de Hong Kong, y la Agencia Meteorológica de Japón determinan la magnitud en 9.0 Mw. La Agencia Central de Noticias de Taiwán informó que es el terremoto más fuerte que ha golpeado Hengchun en cien años.
El terremoto no solo causó muertes y daños en los edificios, sino también daño varios cables submarinos, interrumpiendo los servicios de telecomunicaciones en diversas partes de Asia. Coincidentemente, el terremoto se produjo en el segundo aniversario del Terremoto del 2004 en el Océano Índico que arrasó las comunidades costeras de todo el Sureste y el Sur de Asia, y el tercer aniversario del Terremoto de Bam de 2003 que devastó la ciudad meridional iraní de Bam.